# Papaver curviscapum
Papaver curviscapum är en vallmoväxtart som beskrevs av Náb.. Papaver curviscapum ingår i släktet vallmor, och familjen vallmoväxter. Inga underarter finns listade i Catalogue of Life.